# النقل في ليفربول
ليفربول هي مدينة بريطانية كبيرة تقع بشمال غرب إنجلترا متمتعة بشبكات طرق وسكك حديدية وعبارات مهمة، بالإضافة إلى مطار دولي ونظام رصيف معروف . كمعظم مدن المملكة المتحدة الكبرى الأخرى، تتركز البنية التحتية للنقل في ليفربول على شبكات الطرق والسكك الحديدية. يتم التحكم في خدمات النقل العام داخل المدينة وإدارتها بواسطة "ميرسي ترافل".
تتم إدارة شبكة الطرق في ليفربول وما حولها في من قبل السلطة المحلية ذات الصلة التي تقع فيها الطرق، على الرغم من إدارة الطرق الرئيسية تقع في إنجلترا على عاتق الطرق السريعة الوطنية، كما هو الحال في باقي نواحي المملكة المتحدة خارج لندن.

## طريق

### سيارات

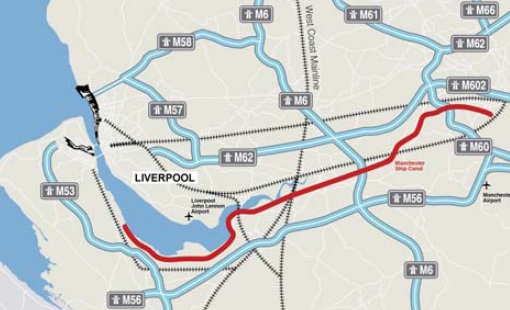
الطرق السريعة في منطقة مدينة ليفربول

تتمتع ليفربول بشبكة طرق مباشرة مع العديد من المناطق الرئيسية الأخرى في إنجلترا. تم الانتهاء من الطريق A5058 إلى الطريق الدائري الداخلي "كوينز درايف" في عام 1927، وتم افتتاح الطريق A580 إلى لانكس الشرقية (أول طريق سريع بين المدن في المملكة المتحدة) المؤدي إلى سالفورد في عام 1934، وتم الانتهاء من الطريق الدائري الخارجي للطريق السريع M57 وافتتاحه في عام 1974. يربط الطريق السريع M62 من غرب ليفربول إلى شرقها (منذ الانتهاء من التقاطع 4 في عام 1976) مع هال، ويوفر أيضًا رابطًا مع مناطق تشمل مانشستر وليدز وهيدرسفيلد. بالقرب من الطريق السريع M62 من ليفربول، يوجد تقاطع مع الطريق السريع M6 من الشمال إلى الجنوب والذي يوفر وصلات إلى مناطق أبعد بما في ذلك برمنغهام وستافوردشاير ومنطقة البحيرة والحدود مع إسكتلندا. 